# Alvaro di Braganza
Alvaro di Braganza (1439 – Toledo, 1504) è stato un nobile e politico portoghese.

## Biografia
Era figlio del duca Ferdinando I di Braganza e di Giovanna di Castro.
Durante il regno di Alfonso V del Portogallo fu al centro della scena politica in quanto Cancelliere del Regno. Prese parte alla spedizione contro la Castiglia nell'ambito della guerra di successione castigliana e al viaggio di re Alfonso in Francia.
Al suo ritorno in Portogallo sposò nel 1479 Filippa di Melo, ricca ereditiera figlia del conte di Olivenca Rodrigo Alfonso di Melo. La coppia ebbe sei figli:
- Isabella (1481-?), che sposò Affonso de Sotomayor, conte di Belalcazar;
- Beatrice (1483-1535), che sposò Giorgio di Lencastre, duca di Coimbra;
- Giovanna (1486-1559), che sposò Francesco di Portogallo, conte di Vimioso;
- Rodrigo (1488-Évora, 1545), primo marchese di Ferreira e fondatore della dinastia dei duchi di Cadaval;
- Giorgio (Lisbona, 1490-1543), conte di Gelves;
- Maria (1491-?), sposò Giovanni da Silva, conte di Portalegre.

Quando Giovanni II del Portogallo divenne re e iniziò una politica di repressione nei confronti dell'alta nobiltà portoghese, la prima famiglia ad essere perseguitata fu quella dei Braganza. Alvaro, che fino a quel momento era Cancelliere del regno, cercò di arrivare a qualche accordo con il nuovo sovrano ma senza ottenere successo: suo fratello maggiore Ferdinando II di Braganza venne infatti condannato a morte e i beni della famiglia confiscati. Sia Alvaro che i fratelli dovettero fuggire in esilio in Castiglia.
Qui la regina Isabella di Castiglia assicurò ad Alvaro una consistente proprietà terriera a Gelves, inoltre venne nominato signore di Siviglia e Andújar. Fedele alla sovrana, prese parte alla conquista di Granada, operazione bellica fortemente voluta dai re cattolici che mirava alla espulsione dei mori dal regno.
Alvaro riuscì a tornare in Portogallo alla morte di Giovanni II. Il nuovo re Manuele I del Portogallo lo nominò ambasciatore portoghese in Castiglia per trattare le nozze con l'infanta Isabella di Trastámara, vedova di Alfonso d'Aviz e figlia dei re Cattolici. Dopo la morte di Isabella, tornò a chiedere la mano dell'altra infanta, Maria di Trastamara.
Morì a Toledo nel 1504 e venne sepolto nel convento di San Evangelista a Évora.

## Ascendenza
|                           |   |                      | Genitori                    |  |  | Nonni |  |  | Bisnonni                  |  |  | Trisnonni               |  |
|                           |   |                      |                             |  |  |       |  |  | Giovanni I del Portogallo |  |  | Pietro I del Portogallo |  |
|                           |   |                      |                             |  |  |       |  |  | Giovanni I del Portogallo |  |  | Pietro I del Portogallo |  |
|                           |   | Teresa Lourenço      |                             |  |  |       |  |  | Giovanni I del Portogallo |  |  |                         |  |
| Alfonso I di Braganza     |   |                      |                             |  |  |       |  |  | Giovanni I del Portogallo |  |  |                         |  |
|                           |   | Inês Pires           | Pero Esteves                |  |  |       |  |  |                           |  |  |                         |  |
|                           |   | Inês Pires           | Pero Esteves                |  |  |       |  |  |                           |  |  |                         |  |
|                           |   | Inês Pires           | Maria Anes                  |  |  |       |  |  |                           |  |  |                         |  |
| Ferdinando I di Braganza  |   | Inês Pires           |                             |  |  |       |  |  |                           |  |  |                         |  |
|                           |   | Nuno Álvares Pereira | Álvaro Gonçalves Pereira    |  |  |       |  |  |                           |  |  |                         |  |
|                           |   | Nuno Álvares Pereira | Álvaro Gonçalves Pereira    |  |  |       |  |  |                           |  |  |                         |  |
|                           |   | Nuno Álvares Pereira | Iria Gonçalves do Carvalhal |  |  |       |  |  |                           |  |  |                         |  |
| Beatrice Pereira de Alvim |   | Nuno Álvares Pereira |                             |  |  |       |  |  |                           |  |  |                         |  |
|                           |   | Leonor de Alvim      | …                           |  |  |       |  |  |                           |  |  |                         |  |
|                           |   | Leonor de Alvim      | …                           |  |  |       |  |  |                           |  |  |                         |  |
|                           |   | Leonor de Alvim      | …                           |  |  |       |  |  |                           |  |  |                         |  |
| Alvaro di Braganza        |   | Leonor de Alvim      |                             |  |  |       |  |  |                           |  |  |                         |  |
|                           | … | …                    |                             |  |  |       |  |  |                           |  |  |                         |  |
|                           | … | …                    |                             |  |  |       |  |  |                           |  |  |                         |  |
|                           | … | …                    |                             |  |  |       |  |  |                           |  |  |                         |  |
| Giovanni di Castro        | … |                      |                             |  |  |       |  |  |                           |  |  |                         |  |
|                           |   | …                    | …                           |  |  |       |  |  |                           |  |  |                         |  |
|                           |   | …                    | …                           |  |  |       |  |  |                           |  |  |                         |  |
|                           |   | …                    | …                           |  |  |       |  |  |                           |  |  |                         |  |
| Giovanna di Castro        |   | …                    |                             |  |  |       |  |  |                           |  |  |                         |  |
|                           |   | …                    | …                           |  |  |       |  |  |                           |  |  |                         |  |
|                           |   | …                    | …                           |  |  |       |  |  |                           |  |  |                         |  |
|                           |   | …                    | …                           |  |  |       |  |  |                           |  |  |                         |  |
| …                         |   | …                    |                             |  |  |       |  |  |                           |  |  |                         |  |
|                           |   | …                    | …                           |  |  |       |  |  |                           |  |  |                         |  |
|                           |   | …                    | …                           |  |  |       |  |  |                           |  |  |                         |  |
|                           |   | …                    | …                           |  |  |       |  |  |                           |  |  |                         |  |
|                           |   | …                    |                             |  |  |       |  |  |                           |  |  |                         |  |